# Нурсултанова, Сайрагуль Ербосуновна
Сайрагуль Ербосуновна Нурсултанова (каз. Сайрагүл Ербосынқызы Нұрсұлтанова; род. 24 мая 1952, Алма-Ата, Казахская ССР, СССР) — советская и казахская артистка балета, балетмейстер, хореограф, балетный педагог. Народная артистка Казахской ССР (1990).

## Биография
- Сайрагуль Ербосуновна Нурсултанова родилась 24 мая 1952 года в Алма-Ате.
- В 1968 году окончила Алматинское хореографическое училище им. А.Селезнева (класс народного артиста Казахской ССР, лауреата госпремии Казахской ССР, профессора Б. Аюханова).
- Окончила факультет хореографии Казахского женского государственного пединститута по специальности «педагог — хореограф».

## Карьера
- С 1968 по 1993 гг. работала солисткой балета в «Молодом балете Алма-Аты» (ныне Государственный академический театр танца Республики Казахстан) под руководством народного артиста Казахской ССР Б. Аюханова.
- С 1993 года по н.в. работает педагогом репетитором в Казахском государственном академическом театре оперы и балета им. Абая
- С 1993 года по н.в. работает педагогом репититором в Государственный ансамбль «Гульдер»

## Репертуар
- Балетные партии

Государственного академического театра танца Республики Казахстан
- Кыз Жибек («Кыз Жибек» Брусиловский. Е.Г)
- Карашаш («Алпамыс» Рахмадиев. Е.Р)
- Гертруда («Гамлет» Исакова. А.П)
- Татьяна («Татьяна Ларина» Чайковский. П.Ч) и.др.

## Награды
- Заслуженная артистка Казахской ССР
- В 1976 года Указом Президиума Верховного Совета СССР награждена медалью «За трудовое отличие»
- 1990 — присвоено почётное звание «Народная артистка Казахской ССР» (за большие заслуги в развитии казахского хореографического искусства)